# Її як і раніше переслідує негідник
«Її як і раніше переслідує негідник» (The Villain Still Pursued Her) — американська кінокомедія Едварда Клайна 1940 року.

## Сюжет
Місіс Вілсон і її дочка Мері чекають зустрічі з молодим господарем будинку, в якому вони живуть за заставною. Зустріч виявилася щасливою для молодих: Мері і Едвард полюбили один одного, одружилися і у них народилася донька. Але пристрасть Едварда до алкоголю мало не згубило їхнє щастя…

## У ролях
- Біллі Гілберт — майстер церемоній
- Аніта Луіз — Мері Вілсон
- Маргарет Хемілтон — місіс Вілсон
- Алан Маубрей — Сайлас Кріббс
- Річард Кромуелл — Едвард Міддлтон
- Джойс Комптон — Хезел Далтон
- Бастер Кітон — Вільям Далтон
- Даян Фішер — Джулія Міддлтон
- Хью Герберт — Фредерік Хілі